# Golbach
Golbach ist ein westlicher Ortsteil der Gemeinde Kall im nordrhein-westfälischen Kreis Euskirchen. Durch den Ort fließt der Golbach, südlich der Kallbach. In Golbach liegen ein Gemeindekindergarten und eine Kapelle.
Der amtierende Ortsvorsteher ist Emmanuel Kunz (SPD).

## Geschichte
Vermutlich gruben ab 50 v. Chr. die Römer nach manganhaltigem Eisenerz im Stahlberg bei Golbach.
Am 1. Juli 1969 wurde Golbach nach Kall eingemeindet.

## Wappen
| Wappen der früheren Gemeinde Golbach | Blasonierung: „In Blau eine silberne (weiße) Lilie über einem silbernen (weißen) Wellenbalken.“ |
| Wappen der früheren Gemeinde Golbach | Wappenbegründung: Das Wappen wurde 1956 vom nordrhein-westfälischen Innenminister verliehen. Golbach ist eine Kapellengemeinde mit der Kapelle „Zur immerwährenden Hilfe“, welches die Lilie symbolisiert. Der Bach (Wellenbalken) steht redend für den Ortsnamen und die Farben Silber und Blau weisen auf die frühere Zugehörigkeit zur Grafschaft Schleiden hin. |

## Verkehr
Durch den Ort verläuft die Landesstraße 105. Die nächste Autobahnanschlussstelle ist Nettersheim auf der Bundesautobahn 1.
Die VRS-Buslinie 891 der RVK, die überwiegend als MiKE (ehem. TaxiBusPlus) nach Bedarf verkehrt, stellt den Personennahverkehr mit den angrenzenden Orten und Kall sicher.
| Linie | Verlauf |
| ----- | --- |
| 891   | MiKE (außer im Schülerverkehr): Zingsheim – Keldenich – Kall Siemensring – Kall Bf – (Straßbüsch –) Golbach – Broich (– Schleiden) |

## Straßbüsch
Südlich der Ortschaft und jenseits des Golbachs liegt die kleinere Ortschaft Straßbüsch. Hier leben 24 Personen.